# NK-33
NK-33은 1970년대 초반에 소련 쿠즈네초프 설계국이 개발한 액체연료 로켓엔진이다.

## 역사
미국이 아폴로 계획으로 새턴 V를 만들자, 소련은 이에 대한 보복조치 또는 대응조치로서, N-1을 만들었다. NK-33 엔진은 소련 달착륙 발사체 N-1 로켓의 메인엔진이다. 2,800톤인 미국의 새턴 V는 1967년 11월 9일 최초발사되었다. 1년 3개월 후인 1969년 2월 21일 소련은 2,735톤인 N-1을 최초 발사했다. 그러나 4회 발사했으나, 모두 실패했다.
NK-33은 진공추력 1,680 kN (380,000 lbf, 172 톤힘), 해면추력 1,510 kN (340,000 lbf, 154 톤힘)이며 추력을 50%(진공 86톤, 해면 77톤)에서 105%(진공 180톤, 해면 161톤)까지 조절할 수 있다.

## 나로호
나로호의 무게가 140톤인데 비해, 새턴 V나 N-1 로켓은 2,800톤 정도로, 20배 무게이다.
나로호는 지상추력 170톤인 RD-151 엔진을 1개 사용하는데, NK-33은 지상추력 153톤으로서, 나로호 보다 매우 약간 추력이 적다. 연료는 똑같이 등유와 액체산소를 사용한다. 쉽게말해 나로호 엔진이다. 나로호 보다 무게 20배인 N-1 로켓 1단에는 이러한 NK-33 엔진 30개가 장착되었다.

## 현재 사용

### 안타레스

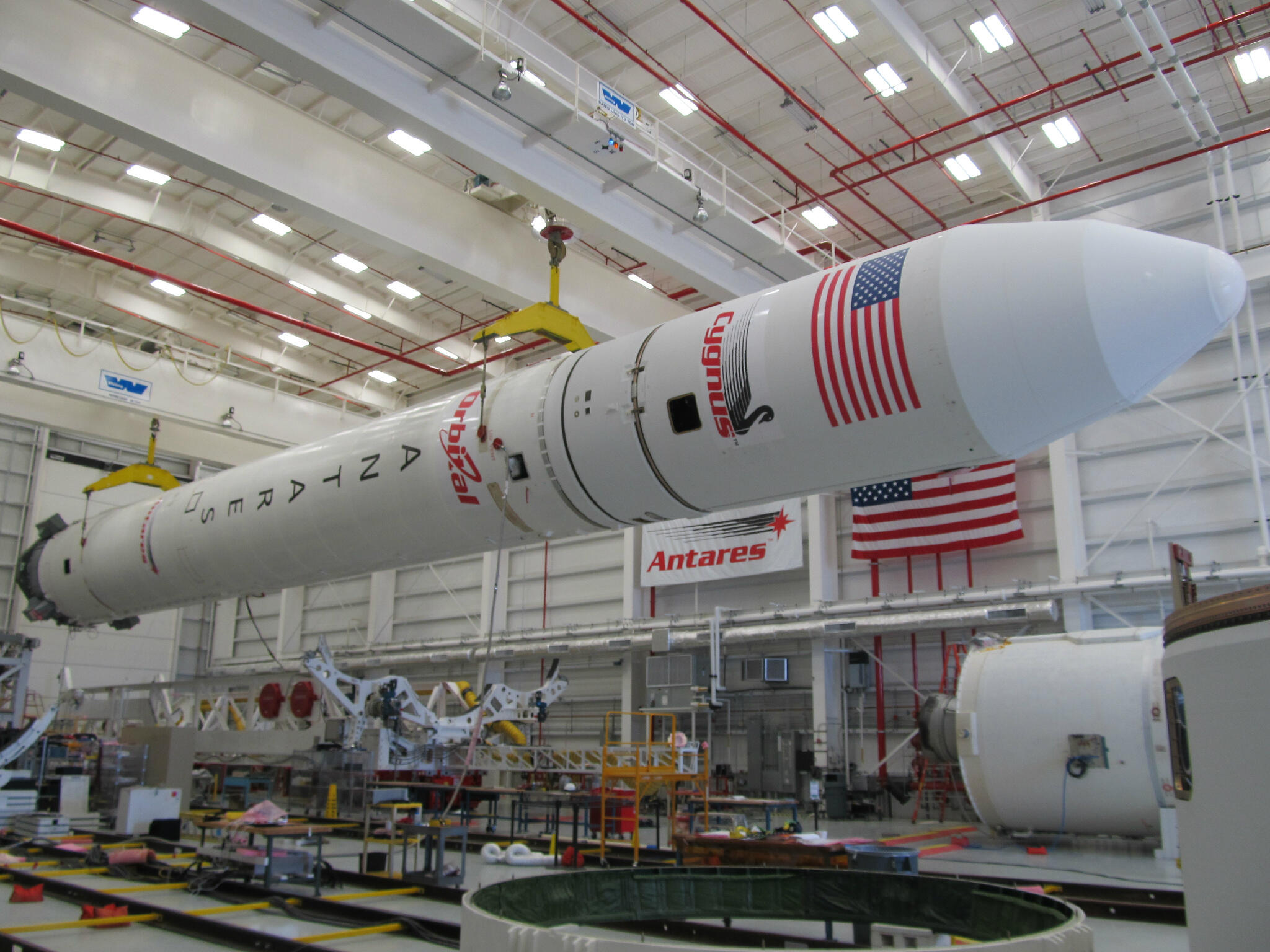
나로호 엔진 2개를 장착한 안타레스 로켓은 2013년 4월에 최초발사했다.

미국의 민간 우주개발기업인 오비탈 사이언스의 안타레스 로켓은 NK-33 엔진 2개를 1단에 장착했다. 미국의 로켓 엔진 회사 에어로젯이 러시아 쿠즈네초프 설계국에서 NK-33 엔진을 라이센스로 사왔다. 에어로젯이 약간 개량으로 하여 AJ26 엔진이라고 명명했다.
로켓 엔진은 최첨단 기술이라서 외국간에 수출이 불가능하다거나, MTCR 등의 규제로 수출입이 국제법상 금지된다는 주장은, 정확한 국제법적 지식이 아니다. 한국은 2005년 우크라이나 유즈노예사에서 진공추력 30톤의 등유 액체산소 로켓 엔진인 KARI 30톤급 로켓엔진을 수입했다.
안타레스 로켓은 2013년 4월 21일 최초발사에 성공했다.
NK-33 엔진 2개의 추력과 거의 동일하고, 나로호 엔진을 쌍발로 묶은 RD-180 엔진을 아틀라스 V에 사용하기 위해, 록히드 마틴이 라이센스로 러시아에서 200개를 수입하기로 계약했다. 오비탈 사이언스의 안타레스 로켓과 록히드 마틴의 아틀라스 V는 서로 경쟁 제품군이다. 둘 다 러시아 엔진을 통째로 장기간 수입계약했다. 미국산이 뛰어나거나 싸면 당연히 미국산을 사용했을 것이다. 록히드 마틴은 당시 RD-180 엔진을 수입하면서, 현재 세계 최고의 엔진이라고 평가했다.
록히드 마틴과 오비탈 사이언스가 나로호와 유사한 최신형 제품을 내놓고 전세계 인공위성 발사 시장을 선점하는 시기에, 미국 국무부는 러시아에 항의를 하여 나로호 엔진 수입 계약을 파기하도록 촉구했고, 러시아는 일방적으로 나로호 엔진 수출 계약을 취소했다. 원래 나로호는 3회 발사가 아니라, 라이센스를 사와 국내 공장에서 독자 생산하여 장기간 계속 발사하기로 계약했었다.

### 소유스
무게 158톤인 2단 로켓 소유스-2.1v 1단에 지상추력 153톤 NK-33 엔진 1개를 장착한다. 즉, 나로호와 사실상 동일하다. 무게 140톤인 2단 로켓 나로호 1단에 지상추력 170톤 RD-151 엔진 1개를 장착했다. NK-33 엔진의 재고가 떨어지면, RD-151와 사실상 동일한 RD-193 엔진을 사용할 계획이다.
러시아판 나로호인 소유스-2.1v은 2013년 12월 28일 최초발사에 성공했다.

### 오로라
러시아 RSC 에네르기아사는 Aurora-L.SK을 제안하고 있다. 나로호, 소유스-2.1v와 사실상 똑같다. 2단 로켓이며, 등유와 액체산소를 사용하며, 1단 엔진으로 NK-33 1개 사용한다. 오로라 로켓은 무게 135톤으로 나로호의 140톤 보다 약간 작고, 1단 추력도 지상추력 153톤으로 나로호의 지상추력 170톤 보다 약간 작은데, 1.5톤의 인공위성을 발사한다.

## 같이 보기
- 안타레스 로켓
- RD-181 - 안타레스에 AJ26 엔진 사용을 중단하고 새로 선택한 엔진